# Taxadho
Taxadho är en ort i Mexiko.   Den ligger i kommunen Ixmiquilpan och delstaten Hidalgo, i den sydöstra delen av landet, 110 km norr om huvudstaden Mexico City. Taxadho ligger 1 809 meter över havet och antalet invånare är 1 417.
Terrängen runt Taxadho är kuperad åt sydost, men åt nordväst är den platt. Runt Taxadho är det ganska tätbefolkat, med 54 invånare per kvadratkilometer. Närmaste större samhälle är Ixmiquilpan, 8,6 km nordväst om Taxadho. Trakten runt Taxadho består till största delen av jordbruksmark.